# Fedorovia
Fedorovia là một chi thực vật có hoa trong họ Đậu.